# Sei Jūshi Bismark
A Sei Jūshi Bisumaruku (japán cím 星銃士ビスマルク, fordításban Bismark csillagtestőr) a Studio Pierrot által készített, 51 részes sónen animesorozat mecha és western elemekkel, melynek első sugárzása 1984 és 1985 között volt. A cselekmény négy kamasz kalandjait követi, akik a Naprendszert védelmezik egy betolakodó idegen fajtól.
1986-ban a World Events Productions (amely a Denver sorozaton is dolgozott) megvette a Bismark jogait, gyökeresen átírta, és Saber Rider and the Star Sheriffs címen adta ki. A szinkron, vágás és néhány új epizód segítségével gyermekbarátabbá tették a sorozatot, és katonai / western irányba tolták el a történet lényegét.

## Cselekmény
A történet a 21. század végén játszódik, mikor az emberiség már gyarmatosította a Naprendszer nagy részét. 2084-ben egy korábban legyőzött földönkívüli faj (Deathcula) ismét megjelenik és támadni kezdi az emberek elszigetelt városait és helyőrségeit, hogy saját magának foglalja el a Naprendszert (mivel az ő otthonuk egy kozmikus eseményben megsemmisült). A Föld és a gyarmatok (melyek között nem egyszer feszült kapcsolatok vannak) konföderációt alkotnak az ellenség visszaverésére, de nincs esélyük a technológiailag sokkal fejlettebb idegenekkel szemben. A francia Dr. Charles Louvre megalkotja a Bismark űrhajót, mely képes óriás robottá alakulni, és fegyvereinek erejével visszavágni. A Bismark csapat tagjai 15–18 éves kamaszok: Shinji Hikari, Bill Willcox, Richard Lancelot és Marianne Louvre. A sorozat a négy hős kalandjait és csatáit követi végig.
A sorozat központi témája a háború és annak borzalmai, ártatlan áldozatai. A humor ellenére meglehetősen erőszakos, komoly és komor felhanggal.
A Bismark nem volt sikeres (és később szinte teljesen feledésbe merült), mivel nem tudott kiemelkedni a kor számos mecha-sorozata közül. Azonban megjegyzendő, hogy több stílusbeli újítást tartalmazott: ez volt az első mecha anime, amely nagy hangsúlyt helyezett a szereplők közötti viszonyokra (barátság, romantika) és nem csak a harcoknak, hanem a főhősök mindennapjainak is epizódokat szentelt (vakáció, kirándulás stb). A hősök nem győzedelmesek mindig, az ellenségnek pedig hihető motivációja és emberi oldala van.

## Saber Rideradaptáció
Mivel a japán sorozat megbukott, a Studio Pierrot rövidesen eladta a jogokat az amerikai World Events Productionsnek, akik egy gyermekbarát űr-westernné alakították (akkoriban divatosak voltak az ilyen sorozatok, például Galaxy Rangers vagy BraveStarr). A WEP megváltoztatta a rajzfilm hangulatát, kivágta a túl erőszakos jeleneteket, megváltoztatta a részek sorrendjét, a japán változat öt epizódját kihagyta és helyettük hat új epizódot készített. A szinkron szerint nincs halál, a lelőtt emberek csak elkábulnak, a megölt idegenek pedig visszakerülnek saját dimenziójukba, ahol feltámadnak. A földönkívüliek ostoba banditák szerepébe kerültek (Outriders); a hősök idősebbek, és nem a japán, hanem az angol fiú a vezetőjük (ezt egyes részek kivágásával és a szinkronnal érték el). A szereplők, városok, járművek neveit angolosították, a cselekmény pedig nem a Naprendszerben, hanem az univerzum egy távoli határvidékén játszódik.
A japánnal szemben az amerikai változat világszerte sikeres volt.

## Szereplők
Team Bismark (az amerikai változatban Star Sheriffs):
- Hikari Shinji a csapat vezetője; klasszikus sónen-hősként forrófejű és merész. Profi autó- és motorversenyző, ezért ő vezeti a Bismark űrhajót. Az űrhajón kívül Road Leon versenyautójával közlekedik. Az amerikai változatban Fireballnak hívják, autója Red Fury, és a csapat legfiatalabbjaként háttérbe szorul.
- Richard Lancelot a csapat hírszerző tisztje. Fegyvere a kard, járműve egy Donatello nevű robotló. Az amerikai változatban Saber Riderként ő a csapat vezére, lovának neve Steed.
- Bill Wilcox profi fegyverforgató és vadászpilóta, aki a Bismark fegyverzetét irányítja. Repülőgépének neve Arrow Striker. Az amerikai változatban Coltnak hívják, repülője Bronco Buster.
- Marianne Louvre a Bismark tervezőjének, Charles Louvre-nak a lánya, és ő ismeri a legjobban az űrhajó (illetve a mecha) rendszereit. Shinji barátnője, mechanikus lovának neve Nova. Az amerikai változatban April Eagle a neve, és Saber Rider barátnője.

Deathcula (az amerikai változatban Outriders):
- Hyuza (az amerikai változatban Nemesis) az idegenek vezére. Az eredeti sorozat végén elpusztul, az adaptációban csak visszatér a saját dimenziójába.
- Perios a Deathcula egy magasrangú tisztje. Az amerikai változatban egy Jesse Blue nevű ember, aki szerelmes volt Aprilbe, de a lány visszautasította, ezért Jesse elkeseredésében az ellenséghez pártolt.

## Terjesztés, további adaptációk
Mind a japán, mind az amerikai változatot kiadták DVD-n. 2012-ben tervbe vettek egy Saber Rider videójátékot, amely azonban nem készült el. 2016-ban egy Saber Rider képregénysorozat készült.